# Galore (film)
Galore è un film del 2013 diretto da Rhys Graham.
Il film è una storia sul raggiungimento della maggiore età ambientata durante un'estate particolarmente calda nella periferia di Canberra. Gli incendi boschivi di Canberra del 2003 hanno ispirato una parte del film.
Galore è stato presentato in anteprima al Melbourne International Film Festival del 2013 ed è stato distribuito nelle sale australiane il 1º agosto 2013.

## Trama
Billie e Laura sono due migliori amiche che vivono alla periferia di Canberra. Durante un'estate torrida, Billie intraprende una relazione amorosa con Danny, il fidanzato di Laura. Nel frattempo la madre di Billie, un'assistente sociale, accoglie in casa Isaac, un adolescente orfano con precedenti penali. Laura aspira a diventare una scrittrice e tiene un diario.
Una sera, Billie, Laura, Danny e Isaac partecipano ad una festa in casa dove si ubriacano. Billie ruba le chiavi della macchina di qualcuno e insieme agli amici va a farsi un giro. Per evitare di investire due bambini piccoli che attraversano la strada, la ragazza sterza e fa ribaltare la macchina. I quattro scappano apparentemente illesi, anche se Laura lamenta un forte mal di testa.
Nei giorni seguenti, Laura rivela a Billie di essere a conoscenza del suo tradimento con Danny. In seguito Laura sviene ma rifiuta di farsi vedere da un dottore. Dopo aver dormito con Isaac, Laura sviene nuovamente dopo essere scesa dall'autobus. La ragazza vine portata d'urgenza in ospedale, ma muore durante l'operazione. Mentre Billie è sopraffatta dal senso di colpa, il caldo dell'estate si intensifica e gli incendi minacciano di travolgere i sobborghi esterni della città costringendo la ragazza, sua madre e Danny a fuggire dalla regione.

## Citazioni
In una scena del film Billie sta guardando lo show televisivo Australia's Funniest Home Video Show.

## Riconoscimenti
- 2014 - Australian Screen Sound Guild[3]
  - Nomination Feature Film Soundtrack of the Year
- 2014 - Festival internazionale del cinema di Berlino[3]
  - Nomination Orso di cristallo nella sezione "Generation 14plus - Best Film"
- 2014 - Tallinn Black Nights Film Festival[3]
  - Nomination Best Youth Film
- 2014 - Zlín International Film Festival for Children and Youth[3]
  - Nomination Golden Slipper al miglior film per ragazzi
  - Nomination Children's Jury Main Prize al miglior film per ragazzi
- 2015 - Film Critics Circle of Australia Awards[3]
  - Nomination Miglior performance di un giovane attore a Ashleigh Cummings